# Дивні родичі
«Дивні родичі» (англ. Relative Strangers) — американська комедія 2006 року з Денні ДеВіто та Кеті Бейтс в головних ролях.

## Сюжет
Річард Клейтон, успішний фахівець з психології, лише в 34 роки напередодні свого весілля дізнається, що він немовлям був всиновлений багатою родиною Клейтонів, і робить вдалу спробу знайти своїх біологічних батьків. Але знайомство з ними перевертає світ Річарда з ніг на голову і призводить до проблем і з родиною Клейтонів, і з нареченою Еллі, і з його професійною репутацією.

## В ролях
| Актор             | Роль              |
| ----------------- | ----------------- |
| Денні ДеВіто      | Франк Менюре      |
| Кеті Бейтс        | Агнес Менюре      |
| Нів Кемпбелл      | Еллен Мінолла     |
| Рон Лівінгстон    | Річард Клейтон    |
| Едвард Геррманн   | Даг Клейтон       |
| Крістін Баранскі  | Арлін Клейтон     |
| Боб Оденкерк      | Мітч Клейтон      |
| Беверлі Д'Анджело | Ангела Міннола    |
| Мартін Мулл       | Джефрі Мортон     |
| Майкл Маккін      | Кен Гайман        |
| Трейсі Волтер     | продавець париків |